# Microcèbe pygmée
Microcebus myoxinus
Espèce
Statut de conservation UICN

 VU A2c+4c : Vulnérable
Répartition géographique
Statut CITES
Le Microcèbe pygmée (Microcebus myoxinus) ou Microcèbe de Peters est l'une des plus petites espèces de microcèbes de Madagascar.